# 헤일리 오랜티아
헤일리 오랜티아(Hayley Orrantia, 1994년 2월 21일 ~ )는 미국의 배우, 싱어송라이터이다. 《더 엑스 팩터》 시즌 1 참가자로, 사이먼 코웰이 결성시킨 컨트리 팝 걸 그룹 "라코다 레인"(Lakoda Rayne)의 멤버였다. 시트콤 《골드버그 패밀리》의 에리카 골드버그 역으로 유명하다.

## 출연 작품
- 신은 죽지 않았다 2 (2016)
- 골드버그 패밀리 시즌3 (2015)
- 골드버그 패밀리 시즌2 (2014)
- 골드버그 패밀리 (2013)